# 朱一新
朱一新（1846年—1894年），字蓉生，号鼎甫。浙江义乌毛店镇朱店人。清朝官员、学者，进士出身。

## 生平
朱一新生于清道光二十六年（1846年）十一月初五。同治七年（1868年）朱一新就读于金华丽正书院。同治八年，他在杭州西湖孤山诂经精舍肄业，在该精舍曾师从俞樾。同治九年（1870年）参加乡试，中举人，到北京捐资任职内阁中书舍人，著《汉书管见》，编纂《京师坊巷志》。
光绪二年（1876年）恩科，朱一新中进士，殿试二甲，朝考一等，授翰林院庶吉士。光绪三年散馆，改列一等，升翰林院编修。
光绪十一年（1885年）秋，朱一新被简放湖北乡试副考官，回京后受慈禧太后破例召见。光绪十一年冬，任陕西道监察御史。光绪十二年因上《豫防宦寺流弊疏》而遭贬为六部主事候补，遂以母病为由请准回乡。
回乡后，受两广总督张之洞邀请，任广东肇庆端溪书院主讲，遂于光绪十三年（1887年）到达广东，次年到达肇庆。光绪十五年（1889年），朱一新移任广州广雅书院山长。光绪十六年（1890年），康有为移居广州后，朱一新与其有过学术讨论。朱一新在学术上主张汉、宋兼并。光绪二十年朱一新去世。其遗著于光绪二十二年（1896年）秋由其胞弟朱怀新主持编纂刻印，成分订16册之《拙盦叢稿》。
光绪二十三年十二月，广东学政恽彦彬奏请将朱一新宣付史馆立传，并赏卿衔。光绪二十四年十二月，礼部议奏照定章加五品衔，获得批准。宣统元年六月，两广总督张人骏奏请恢复朱一新原职原衔，取消之前的降调处分。

## 著作
- 汉书管见
- 京师坊巷志（光绪顺天府志的一部分）
- 德庆州志
- 无邪堂答问
- 拙盦叢稿

## 延伸阅读
[在维基数据编辑]
 《清史稿/卷445》，出自趙爾巽《清史稿》